# TAD
TAD（Technical Audio Devices）是先鋒公司針對音樂錄音室需求之專業鑑聽喇叭而開發之品牌。TAD已經活躍於專業喇叭世界中25年以上的歲月，現在除了不斷推出最高性能的技術與喇叭外，也在專業錄音室及劇院世界中維持著不易動搖的地位。
PIONEER自1979年於美國導入TAD以來，就不斷地在專業錄音室鑑聽喇叭世界中擴增版圖。TAD除了在專業錄音鑑聽世界中深獲信賴與好評，也活躍於需要以能提供最高音質再生能力之SR用喇叭、現場演場會、電影院、劇場等專業領域中。現在，TAD廣受包含英國最高榮耀之錄音室「Air studios」等全球共計超過300多個專業聲音製作或再生現場工程師們的信賴與愛戴。

## 外部LINK
- 日本PIONEER株式會社-TAD專屬網站[永久]
- 先鋒美國Technical Audio Devices網站
- 先鋒日本網站（页面存档备份，存于）
- 先鋒歐洲網站（页面存档备份，存于）
- 先鋒美國網站（页面存档备份，存于）
- 先鋒台灣網站